# António Aniceto Monteiro
António Aniceto Monteiro (Moçâmedes, Angola, 31 de maio de 1907 — Bahía Blanca, Argentina, 29 de outubro de 1980) foi um matemático português.

## Biografia
António Aniceto Monteiro nasceu a 31 de Maio de 1907 na província ultramarina de Angola, onde o seu pai era tenente de infantaria. Quando este faleceu, a 7 de Julho de 1915, regressou a Portugal com a mãe e com a irmã. Fez os estudos secundários no Colégio Militar de Lisboa, de 1917 a 1925. Casou-se em 1929 com Lídia Marina de Faria Torres.
Em 1930, licenciou-se em Ciências Matemáticas na Faculdade de Ciências da Universidade de Lisboa, onde foi aluno de Pedro José da Cunha. Em 1936 obteve o doutoramento na Universidade de Paris, orientado por Maurice Fréchet. Ao regressar a Portugal após o doutoramento tornou-se o impulsionador de diversas iniciativas destinadas a fomentar o aparecimento de uma comunidade científica dinâmica e competitiva a nível internacional:
- Fundou em 1936 o Núcleo de Matemática, Física e Química em Lisboa.
- Fundou, juntamente com Hugo Ribeiro, J. da Silva Paulo e M. Zaluar Nunes, a revista Portugaliæ Mathematica em 1937.
- Impulsionou, em 1939, o Seminário de Análise Geral.
- No mesmo ano, juntamente com Bento de Jesus Caraça, Hugo Ribeiro, J. da Silva Paulo e M. Zaluar Nunes, fundou a Gazeta de Matemática.[2]
- Fundou a Sociedade Portuguesa de Matemática em 1940, tendo sido o seu primeiro secretário-geral.

Em 1945 António Aniceto Monteiro emigra para o Brasil. Existem duas interpretações dos motivos que o terão levado a abandonar Portugal. Uma primeira interpretação refere motivos políticos, que ele foi impedido de ter uma carreira universitária em Portugal, pois recusou-se a assinar um documento onde declarava o apoio ao salazarismo e o repúdio ao comunismo e às «ideias subversivas». Uma outra interpretação é a de que o próprio António Aniceto Monteiro deixou escrito de forma clara que abandonou o país, não por motivos ou perseguições políticas mas, por estar saturado das obstruções dos seus pares académicos. Recomendado por Albert Einstein, John von Neumann e Guido Beck, foi convidado para trabalhar na Universidade do Brasil (actual Universidade Federal do Rio de Janeiro). Teve de aguardar durante quinze meses em Portugal para receber do governo brasileiro o visto para emigrar, bem como os bilhetes para a viagem, tendo partido em 1945 para o Rio de Janeiro. No entanto, a guerra interna dos concursos que acompanhou toda a existência da Universidade do Brasil até à sua extinção no final da década de 1960 levou à impossibilidade da sua permanência no Brasil. Partiu então para a Argentina, onde foi professor na Universidad Nacional de Cuyo (1949–1957), graças à influência de Julio Rey Pastor. Foi convidado depois a criar um Instituto de Matemática na Universidad del Sur, onde leccionou de 1957 a 1975.
Após o 25 de Abril, regressou a Portugal por dois anos, como investigador do Instituto Nacional de Investigação Científica. Regressou depois à Argentina.
Em abril de 1979 recebeu o Prémio Gulbenkian de Ciência e Tecnologia (1978) pelo seu trabalho Algèbres de Heyting symétriques.
António Aniceto Monteiro morreu a 29 de outubro de 1980, em Bahía Blanca, na Argentina.
Em 2000 foi feito, a título póstumo, Grã-Cruz da Ordem Militar de Sant'Iago da Espada, a 2 de outubro.